# Dichocrocis plenistigmalis
Dichocrocis plenistigmalis là một loài bướm đêm trong họ Crambidae.